# Oboga
Oboga es una comuna ubicada en el distrito de Olt, Rumania.

## Superficie
Posee una superficie de 17,39 kilómetros cuadrados.

## Demografía
Hasta 2021 la población era de 1582 habitantes, con una densidad de población de 90,97 habitantes por kilómetro cuadrado.